# Холодный Ключ (родник, Аннинский район)
Холо́дный Ключ — родник близ села Моховое Аннинского района Воронежской области России.
Родник назван так из-за холодной студёной воды, исходящей из грунтовых вод.
Холодный Ключ находится в 3 км на восток от села Моховое в логу Клещи недалеко от пруда Нового (пруд Клещи). Источник расположен на абсолютной высоте 100 м. Чистая вода родника содержит примеси серебра. Глубина скважины порядка 2 м, накрыта металлическим каркасом. Вода течёт в трубе. К роднику имеются удобные подъезды и около проложены ступеньки из кирпича. Родник является постоянно действующим и нисходящим.